# 任天堂音乐
任天堂音樂是由任天堂開發的音樂串流應用軟體，以提供任天堂電子遊戲系列音樂為特色。這項服務是提供給任天堂Switch Online會員的專屬福利。任天堂音樂於2024年10月31日在Android和iOS平台上推出。
任天堂音樂已在45個地區推出，包括：澳洲、巴西、加拿大、法國、德國、香港、日本、韓國、西班牙、英國、美國等，日後還會陸續加入其他地區。目前還沒有在中國大陸、台灣、澳門、新加坡等地區推出。
截至2024年11月6日，任天堂音樂一周內在全球的下載量已超過100萬次。

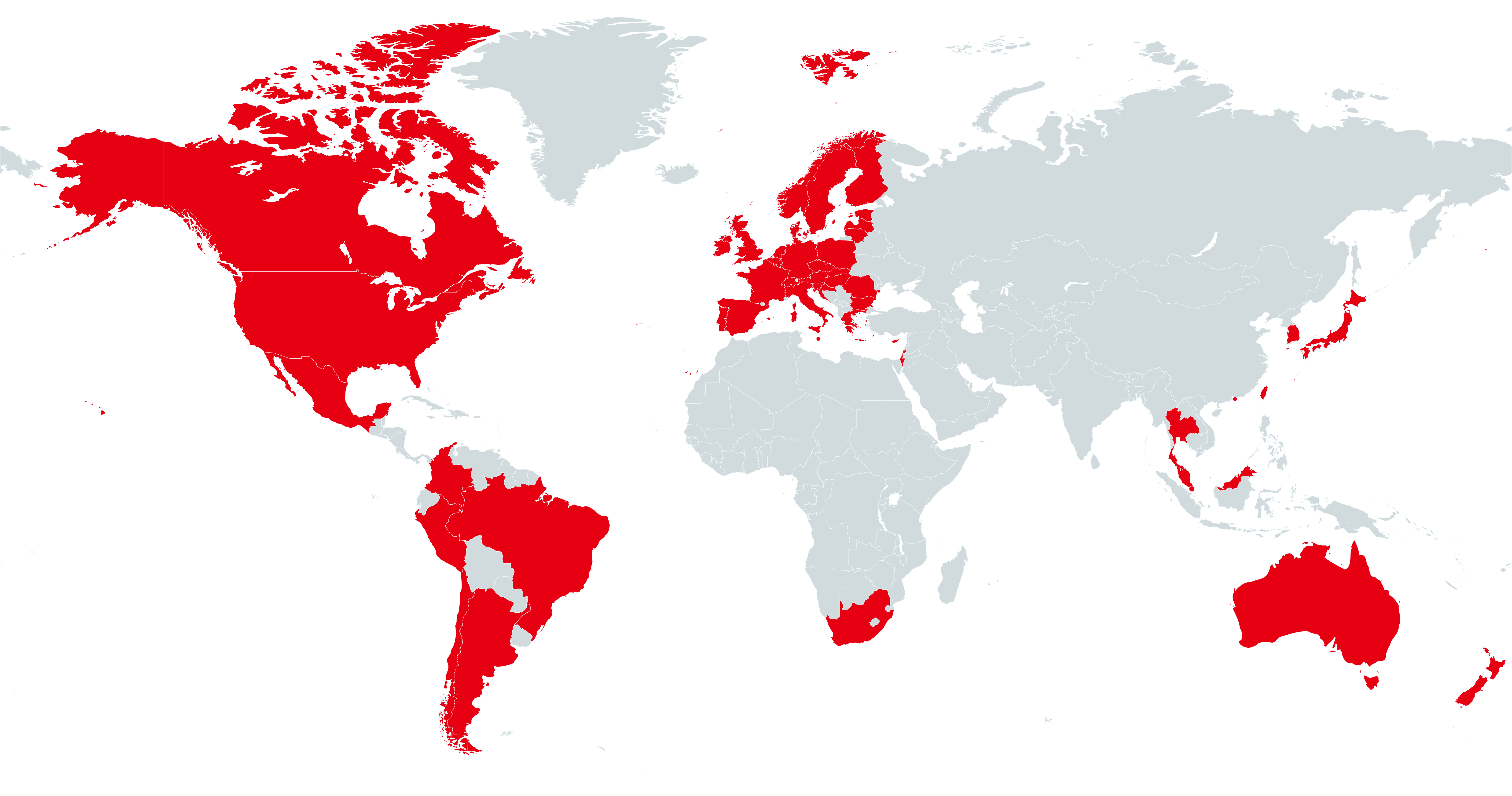
任天堂音樂現階段上架地區的地圖

## 功能
任天堂音樂提供精選播放清單，依照遊戲、場景、情緒或角色等主題分類，例如是「以角色為主題的樂曲」、「令人放鬆的樂曲」或「戰鬥中的樂曲」等等。用戶也可以自行組建播放清單。
因大部分游戲音樂都以可以無限循環為前提所作，任天堂音樂支援部分樂曲的長度變更，將播放延長至15分鐘、30分鐘或60分鐘。
任天堂音樂包括離線下載聆聽的功能。它還包括一個「防劇透」功能，可以隱藏可能會洩露還沒玩或還沒完成的遊戲情節的曲目。

## 樂曲
在首日推出時，任天堂音樂提供了來自23個遊戲的樂曲。截至2025年7月15日，任天堂音樂目前總數有超過4,600首來自62個遊戲的樂曲。
| 發佈日期       | 遊戲                                                              | 樂曲數目 |
| -------------- | ----------------------------------------------------------------- | -------- |
| 2024年10月31日 | 集合啦！動物森友會                                                | 407      |
| 2024年10月31日 | 超級咚奇剛                                                        | 26       |
| 2024年10月31日 | 瑪利歐醫生                                                        | 8        |
| 2024年10月31日 | 火焰之紋章 烈火之劍                                               | 100      |
| 2024年10月31日 | 星之卡比（1992）                                                  | 15       |
| 2024年10月31日 | 星之卡比 新星同盟                                                 | 213      |
| 2024年10月31日 | 薩爾達傳說 曠野之息                                               | 211      |
| 2024年10月31日 | 薩爾達傳說 時之笛                                                 | 82       |
| 2024年10月31日 | 瑪利歐賽車8 豪華版                                                | 149      |
| 2024年10月31日 | 密特羅德（1986）                                                  | 24       |
| 2024年10月31日 | 密特羅德 究極                                                     | 36       |
| 2024年10月31日 | 任天狗狗                                                          | 50       |
| 2024年10月31日 | 皮克敏4                                                           | 153      |
| 2024年10月31日 | 寶可夢 朱／紫                                                     | 199      |
| 2024年10月31日 | 斯普拉遁3                                                         | 118      |
| 2024年10月31日 | 星際火狐64                                                        | 39       |
| 2024年10月31日 | 超級瑪利歐兄弟                                                    | 16       |
| 2024年10月31日 | 超級瑪利歐銀河                                                    | 81       |
| 2024年10月31日 | 超級瑪利歐 奧德賽                                                 | 136      |
| 2024年10月31日 | 朋友收藏集（日本版）                                              | 62       |
| 2024年10月31日 | Wii頻道                                                           | 62       |
| 2024年10月31日 | 超級瑪利歐 耀西島                                                 | 26       |
| 2024年11月1日  | 超級瑪利歐兄弟 驚奇                                               | 86       |
| 2024年11月5日  | 超級咚奇剛2 蒂克斯剛&狄狄剛                                       | 30       |
| 2024年11月12日 | Wii Sports                                                        | 36       |
| 2024年11月19日 | F-Zero X 未來賽車                                                 | 20       |
| 2024年11月26日 | 東北大學未來科學技術共同研究中心川島隆太教授監修 大人的DS腦力鍛鍊 | 14       |
| 2024年12月3日  | 斯普拉遁2                                                         | 105      |
| 2024年12月10日 | 水上摩托 （1996）                                                 | 32       |
| 2024年12月17日 | 薩爾達傳說 禦天之劍                                               | 186      |
| 2024年12月24日 | 超級瑪利歐64                                                      | 36       |
| 2025年1月7日   | 超級咚奇剛3                                                       | 40       |
| 2025年1月14日  | 薩爾達傳說 風之律動                                               | 133      |
| 2025年1月21日  | 超級瑪利奧賽車                                                    | 37       |
| 2025年1月28日  | 寶可夢傳說 阿爾宙斯                                               | 102      |
| 2025年2月4日   | 超級瑪利歐世界                                                    | 49       |
| 2025年2月10日  | 黃金太陽 開啟的封印                                               | 54       |
| 2025年2月18日  | 瞬間交錯Mii廣場                                                   | 39       |
| 2025年2月25日  | 超級瑪利奧兄弟USA                                                 | 14       |
| 2025年3月4日   | 薩爾達傳說 眾神的三角神力                                         | 31       |
| 2025年3月10日  | 超級瑪利歐兄弟3                                                   | 42       |
| 2025年3月18日  | 俄羅斯方塊                                                        | 18       |
| 2025年3月18日  | 俄羅斯方塊                                                        | 9        |
| 2025年3月18日  | 瑪利歐醫生                                                        | 10       |
| 2025年3月25日  | 星之卡比 探索發現                                                 | 23       |
| 2025年4月1日   | F-Zero                                                            | 14       |
| 2025年4月8日   | 路易吉洋樓                                                        | 73       |
| 2025年4月15日  | 薩爾達傳說                                                        | 24       |
| 2025年4月22日  | 火焰之纹章 Engage                                                 | 182      |
| 2025年5月1日   | 瑪利歐賽車7                                                       | 66       |
| 2025年5月13日  | 寶可夢 劍／盾                                                     | 138      |
| 2025年5月20日  | 光神話 帕爾提娜之鏡                                               | 24       |
| 2025年5月28日  | 斯普拉遁（2015）                                                  | 47       |
| 2025年6月3日   | 薩爾達傳說 王國之淚                                               | 344      |
| 2025年6月17日  | 世界遊戲大全51                                                    | 115      |
| 2025年6月24日  | 耀西故事                                                          | 49       |
| 2025年7月1日   | New 超級瑪利歐兄弟U 豪華版                                        | 90       |
| 2025年7月8日   | 薩爾達傳說 時之笛 3D                                              | 51       |
| 2025年7月15日  | 瑪利歐賽車64                                                      | 32       |